# Dvodomnost
Dvodomnost ali diecičnost je lastnost vrste, pri kateri lahko ločimo individualne moške in ženske osebke. Vrsti, ki ima na istem osebku delujoče le organe enega spola, pravimo dvodomna ali diecična vrsta. Diecično razmnoževanje je tip razmnoževanja, pri katerem sodelujeta dva starša. Za dvodomnost je značilno, da daje prednost tako imenovani navzkrižni oploditvi (alogamiji), medtem ko je samolastna oploditev (avtogamija) zavrta, kar posledično vodi v zmanjševanje izražanja nevarnih recesivnih mutacij v populaciji.

## V zoologiji
V zoologiji so dvodomne ali diecične vrste nasprotje hermafroditov (dvospolnikov), pri katerih je en osebek dvospolen (ima moške in ženske razmnoževalne organe), zaradi česar se kot sinonim pogosto uporablja termin gonohorija (posameznik je enospolen). Diecičnost se lahko uporablja tudi za opisovanje kolonij neke vrste (kot denimo pri portugalskih ladjicah), ki so bodisi dvodomne bodisi enodomne (monoecične). Večina živali je dvodomnih, torej enospolnih ali gonohornih.

## V botaniki
Dvodomne ali diecične rastline imajo na istem osebku delujoče razmnoževalne strukture le enega spola (bodisi moške bodisi ženske). Okoli 6 odstotkov kritosemenk je popolnoma dvodomnih, medtem ko približno 7 odstotkov rodov kritosemenk vsebuje vsaj nekaj dvodomnih vrst. Med diecične rastline denimo spadajo ginkovci, vrba, navadna konoplja in druge. Dvodomnost se pojavlja v številnih družinah rastlin, a je najbolj pogosta med lesnatimi rastlinami in heterotrofnimi vrstami. Diecične so tudi nekatere alge.

### Alternative dvodomnosti
V rastlinskem svetu se pojavljajo številne alternative dvodomnosti, kot so denimo dvospolni (hermafroditni) cvetovi, enodomnost (monoecičnost/monecičnost), moška enodomnost in ženska enodomnost.

### Metageneza
Za kopenske rastline je značilna metageneza ali izmenjava generacij, pri kateri nespolna ali sporofitska generacija proizvaja spore in ne gamet (spolnih celic). Če smo natančni, sporofiti kopenskih rastlin nimajo moških ali ženskih razmnoževalnih organov. Gametofiti kritosemenk so enospolni; moški gametofiti se nahajajo v pelodnem zrnu, medtem ko ženske gametofite najdemo v semenskih zasnovah. Sporofitski generaciji rečemo dvodomna ali diecična, kadar ima vsak sporofit samo en tip sporangija (organa, v katerem nastajajo spore), katerega spore so osnova za nastanek bodisi moških gamet (spermalnih celic) bodisi ženskih gamet (jajčnih celic).

## V mikologiji
Enodomnost in dvodomnost gliv se navezujeta na vlogi sprejemnika in oddajnika pri razmnoževanju, pri katerem se celično jedro prenese iz ene haploidne hife v drugo, čemur sledi zlitje dveh jeder v procesu kariogamije, kar vodi v nastanek zigote. V definicijo niso vključeni spoli razmnoževalnih struktur, saj se ti pri glivah le redko pojavljajo. Osebek pri dvodomnih glivnih vrstah potrebuje razmnoževalnega partnerja, hkrati pri razmnoževalnem procesu opravlja le eno vlogo (je bodisi donor bodisi receptor). Enodomne glive so zmožne opravljanja obeh vlog.

## Koristi dvodomnosti
Glavna slabost dvodomnosti v primerjavi s hermafroditizmom je dejstvo, da le približno polovica spolno zrelih odraslih osebkov proizvaja semena. Običajno se zaradi tega predpostavi, da morajo imeti dvodomne vrste nekakšno prednost v fitnesu (denimo večjo mero preživetja, rasti ali razmnoževanja), s katero izničijo izgubo. Pri drevesih se kompenzacija pogosto izvaja preko povečane proizvodnje semen na ženskih rastlinah.
Diecičnost naj bi hkrati povečevala raznovrstnost pri kritosemenkah. Dvodomne linije so namreč močno raznolike v nekaterih rodovih, v drugih pa je stopnja raznolikost manjša. Po drugi strani so analize pokazale, da naj dvodomnost ne bi imela večjega vpliva na raznolikost posamičnih linij (njen prispevek k večanju in zmanjševanju raznovrstnosti naj ne bi bil pretirano opazen).